# 辰巳ゆい
辰巳 ゆい（たつみ ゆい、1984年6月8日 - ）は、日本の女優、タレント。元AV女優、元レースクイーン。岐阜県出身。

## 略歴・人物
2008年1月、アリスJAPAN専属女優としてAVデビュー。
2014年11月4日、自身のブログにて、2015年1月発売のDVDを最後にAVを引退すると発表。2015年1月までアットハニーズに所属。AV引退後は、食の勉強をしながら、女優・タレントとしてイベントなどの活動を続けている。
2025年、40歳を記念して9年ぶりにイメージビデオにてヌードを公開。
趣味はショッピング、特技は料理・お菓子作り。好きな食べ物は、蕎麦、銀ダラの西京焼、焼肉。好きなタイプは、マッチョ。

## 出演

### 映画
- 若きロッテちゃんの悩み（2011年、いまおかしんじ監督） - 主演
- Love＆Summer（2011年 タイ映画） - 主演
- パンツの穴 THE MOVIE　童貞喪失ラプソディ（2011年）
- ラブ&ソウル（2012年、城定秀夫監督） - 主演
- 百日のセツナ 禁断の恋（2011年、いまおかしんじ監督）
- 痴漢電車　いけない夢旅行（2014年1月、竹洞哲也監督）
- 大性豪（2014年、香港） - 辰巳唯 役
- 挑発ウエイトレス おもてなしCafe（2014年6月、竹洞哲也監督）
- 暗殺教室（2015年3月、羽住英一郎監督）
- Zアイランド（2015年5月、品川祐監督）
- 弱腰OL 控えめな腰使い（2016年12月、竹洞哲也監督） - 主演・布野桐子 役[3]
- 干支天使チアラット（2017年、監督：河崎実）[4] - チアミルク/牛尾くるみ 役
- 初恋とナポリタン（2017年7月5日、OP PICTURES） - 布野桐子 役[5]
- 疑心乱交　闇夜にうごめく雌尻（2017年8月18日、オーピー映画） - 御子柴かずみ 役[6]
  - 柔らかい檻（2018年、OP PICTURES） - 御子柴かずみ 役※「疑心乱交～」の一般公開用編集版
- 平成風俗史 あの時もキミはエロかった（2019年7月26日、オーピー映画）- 大江なな 役[7]
  - 平成風俗史（2019年8月27日、オーピー映画）※一般公開編集版
- 風俗図鑑　ヤレない男たち（2019年8月23日、オーピー映画）- 馬場麻琴 役[8]
  - ちゃのまつかのま（2019年8月28日、オーピー映画）- 馬場麻琴 役
- 発情物語　幼馴染はヤリ盛り（2019年12月27日、オーピー映画） - 川野光 役[9]
- ひとり妻　熟れた旅路の果てに（2020年1月31日、オーピー映画） - 菅原恵深 役（主演）
- 生つば美人妻　妄想で寝取られて（2021年2月12日、オーピー映画）
- 義父と未亡人 一夜だけの秘め事（2021年8月13日、オーピー映画） - 水木 役
  - こぼれ落ちた夜（2021年11月9日、オーピー映画）※一般上映版
- されどはまぐり（2021年11月18日、オーピー映画） - 関川珠江 役[10]
- 股がり天使 火照りの桃源郷（2022年5月6日、オーピー映画） ‐  なおみ 役
- 続・股がり天使 旅立ちの朝勃ち（2022年7月1日、オーピー映画） ‐  なおみ 役
- 下ネタトリオ マドンナを狙え（2023年5月26日、オーピー映画）
- オレとアニキと五人の女たち（2023年12月2日、オーピー映画）- 寿 役[11]
- くりかえし百子（2023年11月30日、オーピー映画） - 百子 役[11]
- 背徳酒場 熱燗熟女のうずき（2024年11月15日、オーピー映画）[12]

### テレビドラマ
- 闇金ウシジマくん（2010年10月 - 12月、毎日放送） - 大原ガールズ 役
- 牙狼-GARO- -魔戒ノ花-（2014年5月30日、テレビ東京系） - セイ（リザリーの犠牲者・分身） 役
- バイプレイヤーズ 〜もしも6人の名脇役がシェアハウスで暮らしたら〜（2017年1月14日ほか、テレビ東京） - 本人 役
- 嫌われ監察官 音無一六〜警察内部調査の鬼〜スペシャル（2017年1月18日、テレビ東京）

### バラエティ
- おとなのびっくりクリニック2（2010年5月、日本海テレビ） - 5月マンスリーゲスト
- 桃のささやき #32（2011年9月14日、MONDO TV）
- 胸キュン!アリスたーず（2011年10月16日 - 2012年1月19日、3月18日、エンタ!371） - アリスた〜ずとして
- ビートたけしのあと5回だけヤラせてTV（2011年12月29日、TBS） - 小川あさ美と共にアシスタント
- ドキドキ!アリスた〜ず★（2012年4月17日 - 9月20日、エンタ!371） - アリスた～ずとして
- ビ〜チ9（2013年1月 - 3月、テレビ埼玉） - 最終週・ロケゲスト
- 男のザップ 生イキ! ジャンポケクルーズ（2016年7月7日、BSスカパー!） - スカチャンの中継★生イキ!「便利屋本舗」コーナーリニューアル第1回・本日のお悩みガール自宅訪問（ゲスト）として出演

### オリジナルビデオ
- 真田くノ一忍法伝 かすみ 激突!はぐれ甲賀軍団!! （2009年9月4日、TMC） - 主演
- 湘南アウトロー列伝 黒虎武羅（2010年） - 主演
- セックス・アンド・ザ・パチスロ （2010年、ネクスタシーEX） - 主演
- 愛裸武戦隊 アイリンジャー （2011年、クロックワークス）
- ハイパーセクシーヒロイン NEXT ビキニデカ（2011年） - 主演
- CA物語 エッチな客室乗務員（2012年、クロックワークス）
- 敏感 テンプテーション 〜初体験注意報〜（2012年） - 主人公の姉 役
- ミッシング66（2012年9月5日、アルバトロス） - 主演
- ドラムリミット 穴（2012年9月28日、オルスタックピクチャーズ） - 主演
- ミッシング77（2013年1月9日、アルバトロス）
- 新・ヒロイン危機一髪!!12 JKB・アンダーカバー（2018年1月26日、ZENピクチャーズ） - 橘恵役（主演）
- 堕ちてゆく女（2024年、カワノゴウシ監督）[13]

### ウェブドラマ
- ザ・娼年倶楽部4 肉欲遊戯を駆け抜けるオンナの性（2022年3月9日、シネマファスト）[14]

### ラジオ
- 後藤麻衣の心配ないさぁ〜!!（2010年7月27・28日、TBSラジオ）
- 博多華丸・大吉のアリスた〜ず★最前線!（ラジオ大阪）

### 舞台
- 熱海殺人事件（2009年）
- 私立まるまる学園探偵部 みすてり!!（2010年 まるまる学園プロジェクト） - 北大路やよい 役
- るつぼ（2010年）
- 劇団チキンハート旗揚げ公演「チキンハート」（2011年　劇団チキンハート）
- 房総学園体育祭〜放課後のハジメちゃん〜（2011年　劇団チキンハート）
- 房総学園期末テスト〜初めての宇宙旅行〜（2012年　劇団チキンハート）
- サラ金へおいでよ（2013年　劇団チキンハート） - ゲスト出演
- 幸福の黄色いタンメン（2014年　劇団チキンハート）
- 房総学園七不思議〜この世で一番強いヤツ〜（2015年　劇団チキンハート）
- 10/10「てんてん」（2016年） - 大野 役　※準主演
- モノノケ・クリスマス（2016年　劇団骸骨ストリッパー） - ドラクル 役
- SOD女子社員×三栄町LIVE『女子社員演劇倶楽部〜来るなサンSyain〜』（2019年8月20日 - 25日、三栄町LIVE STAGE） - SOD女子社員 役[15]

## 書籍

### 写真集
- NATURAL BODY（2013年1月30日、双葉社、撮影：横山こうじ）ISBN 978-4575304985
- 蜜ぱら 辰巳ゆい（2014年4月19日、竹書房、撮影：マキハラススム）ISBN 978-4812499368

## 作品

### アダルトビデオ
2008年
- 全裸未満 現役レースクイーン（1月11日、アリスJAPAN）
- CIRCUIT QUEEN（2月8日、アリスJAPAN）
- 現役RQ撮影会（3月14日、アリスJAPAN）
- 完全AV（4月11日、アリスJAPAN）
- いやらしい美尻 辰巳ゆい（5月9日、アリスJAPAN）
- 極上オイルボディ 辰巳ゆい（6月13日、アリスJAPAN）
- 初イカせ!超極限絶頂! 辰巳ゆい（7月11日、アリスJAPAN）
- ゆいぴょん先生が教えてあげる（8月8日、アリスJAPAN）
- パラダイスラブ 辰巳ゆい（9月12日、アリスJAPAN）
- 女体解剖白書（10月10日、アリスJAPAN）
- 辰巳ゆいの妄想美脚（11月14日、アリスJAPAN）
- アリスJAPAN専属女優 辰巳ゆいの超高級ソープ!（12月12日、アリスJAPAN）

2009年
- デビュー1周年 ゆいぴょんベスト!（1月9日、アリスJAPAN）※個人総集編
- 湯けむり温泉交尾 辰巳ゆい（2月13日、アリスJAPAN）
- CUTIE ALICE THE FIRST（3月13日、アリスJAPAN）
- 新入女子社員肉体研修所（4月24日、アリスJAPAN）
- 終わらないお掃除フェラ 辰巳ゆい（5月22日、アリスJAPAN）
- 憧れの競泳水着インストラクター 辰巳ゆい（6月22日、アリスJAPAN）
- 出会って４秒で合体 辰巳ゆい（7月24日、アリスJAPAN）
- 僕だけの保母さん 辰巳ゆい（8月28日、アリスJAPAN）
- 友達の彼女が辰巳ゆい（9月25日、アリスJAPAN）
- 電話中の彼女にいたずら 辰巳ゆい（10月23日、アリスJAPAN）
- 全員痴漢バス 辰巳ゆい（11月27日、アリスJAPAN）
- 姉が裸族でガマンできない 辰巳ゆい（12月25日、アリスJAPAN）

2010年
- ドリーム風俗（1月22日、アリスJAPAN）
- デビュー2周年 ゆいぴょんベスト2（2月26日、アリスJAPAN）※個人総集編
- ゆいぴょんとイク!早漏改善合宿（3月26日、アリスJAPAN）
- スポーツジムの女 辰巳ゆい（4月23日、アリスJAPAN）
- 10回射精しても終わらないセックス 辰巳ゆい（5月28日、アリスJAPAN）
- 早熟なクラスメイト 辰巳ゆい（6月25日、アリスJAPAN）
- 終わらないフェラチオ 辰巳ゆい（7月23日、アリスJAPAN）
- 辰巳ゆいが童貞をプロデュース（8月27日、アリスJAPAN）
- 憧れのヨガインストラクター 辰巳ゆい（9月24日、アリスJAPAN）
- エステサロンでハメられて…（10月22日、アリスJAPAN）
- キミの家に、辰巳ゆいを派遣します。（11月26日、アリスJAPAN）
- キスしてフェラしてタマもシャブって、またフェラしてからアナル舐め（12月24日、アリスJAPAN）

2011年
- 七発二日の温泉旅行 辰巳ゆい（1月28日、アリスJAPAN）
- 悩殺ビキニでヒッチハイク（2月25日、アリスJAPAN）
- 女教師凌辱教室 辰巳ゆい（3月25日、アリスJAPAN）
- デビュー3周年 ゆいぴょんベスト3（4月22日、アリスJAPAN）※総集編
- 全裸の面接官≪辰巳ゆい≫の素人男優オーディション（5月27日、アリスJAPAN）
- 麗しのノーブラ先生 辰巳ゆい（6月24日、アリスJAPAN）
- 大人ブルマー 辰巳ゆい（7月22日、アリスJAPAN）
- 女尻 辰巳ゆい（8月26日、アリスJAPAN）
- 汗だく汁まみれ性交 辰巳ゆい（9月23日、アリスJAPAN）
- 女上司の断れないカラダ（10月28日、アリスJAPAN）
- 筆おろしの湯 〜童貞専門お風呂屋さん〜（11月25日、アリスJAPAN）
- 出会って4秒で合体アゲイン 辰巳ゆい（12月23日、アリスJAPAN）

2012年
- 本能を呼び覚ます濃厚なる4つのSEX 辰巳ゆい（1月27日、アリスJAPAN）
- デビュー4周年 ゆいぴょんベスト4（2月24日、アリスJAPAN）※総集編
- 終わらないイラマチオ（3月23日、アリスJAPAN）
- 辰巳ゆいのイカセ方、教えます。（4月27日、アリスJAPAN）
- オジサン★パラダイス（5月25日、アリスJAPAN）
- レースクイーンdeニャンニャン（6月22日、アリスJAPAN）
- 即尺痴女があらわれた!（7月27日、アリスJAPAN）
- 大イカセ乱交 辰巳ゆい（8月24日、アリスJAPAN）
- 満開アリスた〜ず★（9月14日、アリスJAPAN）※共演:葵つかさ、小島みなみ、川上奈々美、奥田咲
- 痴漢バスおとり捜査官 辰巳ゆい（9月28日、アリスJAPAN）
- デカ尻ボンバー（10月26日、アリスJAPAN）
- パンスト・ザ・ワールド（11月23日、アリスJAPAN）
- 美味しいデカチン（12月28日、アリスJAPAN）

2013年
- デビュー5周年ゆいぴょんベスト5特別記念盤　辰巳ゆい 100セックス （1月11日、アリスJAPAN）※総集編
- 風俗でヤレんのか!?　辰巳ゆい（1月25日、アリスJAPAN）
- 結婚式輪姦 狂い咲きバージンロード（2月22日、アリスJAPAN）
- 全裸商事秘書課（3月22日、アリスJAPAN）
- 勝負下着でナンパ待ち（4月26日、アリスJAPAN）
- 超!!ハズかC失禁　辰巳ゆい（5月24日、アリスJAPAN）
- ERO CHANNEL　辰巳ゆい（6月28日、アリスJAPAN）
- レイプ狂い　辰巳ゆい（7月26日、アリスJAPAN）
- 隣のハミ尻お姉さん（8月23日、アリスJAPAN）
- 危ない密室 レースクイーン監禁（9月27日、アリスJAPAN）
- 騎乗位先生（10月25日、アリスJAPAN）
- 接吻痴女のベロちゅう交尾　辰巳ゆい（11月22日、アリスJAPAN）
- Fカップ乳房凌辱 辰巳ゆい（12月27日、アリスJAPAN）

2014年
- デビュー6周年まとめベスト　辰巳ゆい（1月24日、アリスJAPAN）※総集編
- 欲求不満お姉さんのえげつないセックス 辰巳ゆい（2月28日、アリスJAPAN）
- ゆい先生のぶっかけ教室 辰巳ゆい（3月28日、アリスJAPAN）
- 姉ちゃんが勝手に布団に入ってくる（4月25日、アリスJAPAN）
- お下品なフェラチオでしゃぶらせて 辰巳ゆい（5月23日、アリスJAPAN）
- アリスJAPAN30周年記念「フラッシュパラダイス」から「逆ソープ天国」まで歴代人気シリーズに全部出ちゃいまスペシャル!! 辰巳ゆい（6月27日、アリスJAPAN）
- スチュワーデス奴隷契約（7月25日、アリスJAPAN）
- ゆいとの身がもたない新婚生活 辰巳ゆい（8月22日、アリスJAPAN）
- レイプ学園 文化祭ストリップショー 女教師編（9月26日、アリスJAPAN）
- 日焼けした美尻（10月24日、アリスJAPAN）
- オンリー騎乗位 辰巳ゆい（11月28日、アリスJAPAN）
- 引退カウントダウン　辰巳ゆいとしてみませんか?（12月26日、アリスJAPAN）

2015年
- AV引退 〜涙のファイナル&全セックス〜　辰巳ゆい（1月23日、アリスJAPAN）

### イメージビデオ
- DE LUCH（2012年8月30日、オルスタックピクチャーズ）共演：栗林里莉
- 湯けむりおっぱい ～夏の陣～（2012年11月28日、オルスタックピクチャーズ）
- 妻美喰い（2013年6月28日、UGANDA）
- 妻美喰い  禁じられた遊び（2014年7月29日、UGANDA）
- 湯けむりおっぱい（2014年10月30日、オルスタックピクチャーズ）
- Eternal （2015年7月30日、オルスタックピクチャーズ）
- 40carats（2025年1月29日、スパイスビジュアル）
- 湯女美人（2025年7月30日予定、スパイスビジュアル）